# 波涛 (雑誌)
『波涛』（はとう）は、海上自衛隊幹部学校の兵術同好会が出版していた雑誌。1975年11月の創刊時は隔月刊だったが、2013年1月発行の第38巻4号（通巻223号）より季刊となった。令和元年（2019年）度をもって同会が解散したことから、2020年3月発行の通巻250号をもって廃刊となり、著作権管理は水交会に寄託されている。

## 概要
1975年7月の『海幹校評論』の廃刊ののちに創刊された雑誌である。私的定期刊行物と位置づけられることから、海上自衛官以外にも広く読者、筆者を得て、その記載内容も私的出版の特性を生かし、読者のニーズに応えた柔軟かつ幅広いものとなっていた。論文・評論的性格のもののほか、海上自衛隊の日常勤務に密着したものや随筆・随想、更には紀行文や漫談的なものまで、幅広く原稿を募集していた。
市販はされておらず、国立国会図書館など全国でも限られた図書館に一部が所蔵されている程度であり一般の入手は困難だったが、現在では一部が国立国会図書館のデジタルコレクションに収録されているため、デジタル化資料送信サービスに参加する図書館からの閲覧も可能や遠隔複写サービスが利用できる。